# 射寮
射寮，原寫為射藔，是台灣屏東縣車城鄉的一個傳統地域名稱，位於該鄉西南部。相較於今日行政區，其範圍大致包括埔墘村不含西南端、射寮村不含南部邊界地帶、後灣村、新街村西南端及南部凸出部分的西側暨南側邊界地帶，以及恆春鎮的仁壽里西北部凸出部分、茄湖里東北端。
本地區境內主要聚落為射藔、埔墘、後灣仔、下水堀，設有車城國小射寮分校。國立海洋生物博物館位於本地區。

## 歷史
台灣日治初期，射寮地區為一街庄，稱為「射藔庄」（舊制街庄），隸屬於德和里。該庄昔日北與新街庄為鄰，東與貓仔坑庄為鄰，東南與大平頂庄為鄰，南邊為龍泉水庄，西邊臨台灣海峽。
1901年（日治明治三十四年）11月11日，全台廢縣廳改設二十廳，該庄隸屬於恆春廳。1904年（明治三十七年）5月1日，該庄編入「大平頂區」，隸屬於恆春廳。1909年（明治四十二年）10月25日，全台合併二十廳為十二廳，大平頂區改隸屬於阿緱廳。1920年（大正九年）10月1日，全台地方制度大改正，廢十二廳改設五州二廳，該庄改制並雅化為「射寮」大字，隸屬於高雄州恆春郡車城庄（新制街庄）。
戰後車城庄改制為車城鄉，隸屬於高雄縣，大字亦改制為村。1950年（民國39年）10月1日，高、屏分治，車城鄉改隸屬於屏東縣。
相較於今日行政區，本地區的範圍大致包括埔墘村不含西南端、射寮村不含南部邊界地帶、後灣村、新街村西南端及南部凸出部分的西側暨南側邊界地帶，以及恆春鎮的仁壽里西北部凸出部分、茄湖里東北端。

## 聚落
本地區發展較早的聚落為射藔、埔墘、後灣仔、下水堀，在日治期初期的官方地圖上已有記載。

## 交通
鄉道屏155線是新街至大光的道路，經過本地區的射藔、埔墘等聚落。

## 學校
- 車城國小射寮分校

## 景點
- 國立海洋生物博物館